# Ударник (Україна)
Уда́рник — село в Україні, у Молочанській міській громаді Пологівського району Запорізької області. Населення становить 467 осіб. До 2020 орган місцевого самоврядування - Лагідненська сільська рада.

## Географія
Село Ударник розміщене на берегах річки Юшанли, нижче за течією на відстані 1,5 км розташоване село Грушівка.

## Історія
- 1818 — дата заснування як села Нейкірх. Засновники — 20 сімей із Західної Пруссії.[1] (за іншими даними — 1922, село Прангенау.
- В 1957 році перейменоване в село Ударник.
- В 1950-х року приєднаетеся село Фріденсруе (Малахівка)[1].
- 12 червня 2020 року, відповідно до Розпорядження Кабінету Міністрів України від № 713-р «Про визначення адміністративних центрів та затвердження територій територіальних громад Запорізької області», увійшло до складу Молочанської міської громади.[2]
- 19 липня 2020 року, в результаті адміністративно-територіальної реформи та ліквідації Токмацького району, селище увійшло до складу Пологівського району.[3]
- 22 червня 2023 року рішенням Національної комісії зі стандартів державної мови віднесено до списку населених пунктів, які «можуть не відповідати лексичним нормам української мови», зокрема стосуватися «російської імперської чи колоніальної політики». Громаді рекомендовано запропонувати нову назву в установленому законодавством порядку[4].

## Економіка
- «Ударник», ВАТ.